# Antillanca
Antillanca je vulkanický komplex nacházející se v jižní části Chile, asi 10 km jihovýchodně od jezera Puyehue. Komplex je tvořen několika, převážně čedičovými až andezitovými sypanými kužely, menšími stratovulkány a maary. O poslední erupci není žádná zmínka, ale podle stupně zachování hornin se odhaduje na konec pleistocénu nebo začátek holocénu.